# Cacki
Cacki [pronunciación en polaco: /ˈt͡sat͡ski/] (en alemán: Schätzelshöfchen) es un asentamiento en el distrito administrativo de Gmina Barciany, dentro del Distrito de Kętrzyn, Voivodato de Varmia y Masuria, en el norte de Polonia, cercano a la frontera con el Óblast de Kaliningrado de Rusia. Se encuentra aproximadamente 6 kilómetros al norte de Barciany, 20 kilómetros al norte de Kętrzyn, y 78 kilómetros al noreste de la capital regional, Olsztyn.
Hasta 1945 el área era parte de Alemania (Prusia Oriental).